# صندوق مكافحة وعلاج الإدمان والتعاطي (مصر)
صندوق مكافحة وعلاج الإدمان والتعاطي تم إنشاؤه عام 1991، بناءاً على قرار رئيس الجمهورية رقم 46 للعام 1991 ويتبع رئيس مجلس الوزراء. وينطلق الهدف من الصندوق وخطة العمل به من الخطة الرسمية للدولة لمحاربة مشكلة تعاطي وإدمان المخدرات في مصر وبناء على ذلك يعمل الصندوق على مواجهة ظاهرة الإدمان من خلال برامج وآليات تهدف إلى محاصرة مظاهر وملاحقة مستجدات الإدمان، لوقاية الشباب من الوقوع في إدمان المخدرات وحمايتهم ومعالجة المدمنين للعودة ومشاركة في تنمية مجتمعه.

## التشريعات المنظمة
- القانون رقم 182 لسنة 1960 في شأن مكافحة المخدرات وتنظيم استعمالها والاتجار فيها،[8] والمعدل بالقوانين التالية:
  - القانون رقم 16 لسنة 1973 في شأن تعديل القانون رقم 182 لسنة 1960.[9]
  - القانون رقم 61 لسنة 1977 في شأن تعديل القانون رقم 182 لسنة 1960.[10]
  - القانون رقم 45 لسنة 1984 في شأن تعديل القانون رقم 182 لسنة 1960.[11]
  - القانون رقم 122 لسنة 1989 في شأن تعديل القانون رقم 182 لسنة 1960 «والذي نص في المادة الثانية - مادة 37 مكرر (د) على: ينشأ صندوق خاص لمكافحة وعلاج الإدمان والتعاطي تكون له الشخصية الاعتبارية ويصدر بتنظيمه وبتحديد تبعيته وبتمويله وتحديد اختصاصاته قرار من رئيس الجمهورية بناءً على اقتراح المجلس القومي لعلاج ومكافحة الإدمان».[12]
  - القانون رقم 134 لسنة 2019 في شأن تعديل القانون رقم 182 لسنة 1960.[13]
  - القانون رقم 19 لسنة 2020 في شأن تعديل القانون رقم 182 لسنة 1960.[14]
- قرار رئيس الجمهورية رقم 450 لسنة 1986 في شأن تشكيل المجلس القومي لمكافحة وعلاج الإدمان برئاسة رئيس مجلس الوزراء.[15]
- قرار رئيس الجمهورية رقم 46 لسنة 1991 «والذي نص في المادة الأولى على: صندوق مكافحة وعلاج الإدمان والتعاطي هيئة عامة تتبع رئيس مجلس الوزراء ومقره مدينة القاهرة.[16]
- قرار رئيس المجلس الأعلى للقوات المسلحة رقم 29 لسنة 2011 «والذي نص في المادة الأولى على: يتبع وزير التضامن والعدالة الاجتماعية ويكون الوزير المختص بتطبيق التشريعات الحاكمة لها ما يأتي: المجلس القومي لمكافحة وعلاج الإدمان - صندوق مكافحة وعلاج الإدمان والتعاطي.[17]
- قرار رئيس الجمهورية رقم 472 لسنة 2023 «والذي نص في المادة الأولى على: صندوق مكافحة وعلاج الإدمان والتعاطي هيئة عامة خدمية تتبع رئيس مجلس الوزراء ومقره الرئيس مدينة القاهرة. ونص في المادة الخامسة عشر على: يحل الصندوق محل المجلس القومي لمكافحة ولعلاج الإدمان فيما له من حقوق وما عليه من التزامات.[18]

## الأهداف والتوجهات
- يهدف إلى تطوير وتنفيذ السياسات العامة والمتنوعية في حقل مكافحة وعلاج الإدمان. وتطوير النظام التشريعي وبناء قاعدة معرفة حول قضية المخدرات، مع عمل برنامج متكامل للتقييم والمتابعة.
- يهدف إلى تنفيذ البرامج والأنشطة للوقاية من التدخين والمخدرات، واستعادة الشباب ومساعدته على مناهضة التدخين والمخدرات.
- دعم دور المناهج التعليمية للحماية من التدخين والإدمان، من خلالتوفير مكون تعليمى يهدف لذلك.
- إتاحة وتوفير خدمات العلاج والتأهيل المجاني للمدمنين بالتعاون مع الشركاء المعنيين.[19]

## حملة أنت أقوى من المخدرات
شارك لاعب كرة القدم المصري محمد صلاح في عام 2019 في «حملة أنت أقوى من المخدرات»، مما أسفر حسب مدير الصندوق عن تزايد الراغبين على علاج الإدمان في مصر إلى 4 مرات، وأحدثت مشاركة فعالة في كل العالم"، نتيجة الإعلان الذي قدمه صلاح لمعالجة من الإدمان.